# Fudbalski Klub Rudar Ugljevik
Il Fudbalski klub Rudar Ugljevik (in serbo cirillico Фудбалски клуб Рудар Угљевик), fondato nel 1925 e conosciuto semplicemente come Rudar (U), era una squadra di calcio di Ugljevik, una città nella Repubblica Srpska (Bosnia ed Erzegovina). Nell'estate 2017, per problemi finanziari, cessa l'attività ed una nuova società, il Fudbalski klub Rudar 1925, ne prende l'eredità.

## Nome
Rudar in bosniaco significa miniera, infatti a Ugljevik vi è una miniera di carbone.

## Storia
La squadra viene fondata nel 1925, si presume da giovani appassionati impiegati nella miniera di carbone di Ugljevik. Negli anni del Regno di Jugoslavia e della Jugoslavia socialista milita sempre nei campionati minori bosniaci.
Negli anni '80 la squadra e gli abitanti di Ugljevik si spostano in una nuova parte della città a causa dell'esproprio dei terreni per i bisogni della miniera, la Termoelektrana Ugljevik. Il nuovo stadio è molto modesto, quindi si comincia a costruirne uno nuovo, ma la guerra civile interrompe i lavori.
Nel periodo della guerra si interrompono i campionati, la società si affilia alla neonata Federazione calcistica della Repubblica Serba e disputa saltuari incontri: si distingue l'attività di Mitar Maksimović Mando, comandante dei Mandini lavovi (leoni di Mando), una unità dell'esercito della Repubblica Srpska. In quegli anni lo stemma della squadra è appunto un leone, simbolo dell'unità.
Il campionato nella Repubblica Srpska riprende nel 1995 e il Rudar viene inserito in seconda divisione. Cominciano i migliori anni della società: nel 1996 viene subito promosso, nel 1997 si laurea campione (battendo in finale lo Sloga Trn), nel 1998 fa l'accoppiata campionato (8 punti di vantaggio sul Borac Banja Luka) e coppa (ai rigori sul Boksit Milići), nel 1999 secondo in campionato ma vittorioso in coppa (ai rigori sullo Sloga Trn). Con quest'ultima finisce il dominio del Rudar, che riesce comunque a raccogliere ancora piazzamenti di prestigio, e nel 2002 - con la fusione dei campionati della Repubblica Srpska con quelli della Federazione BiH - viene ammesso alla Premijer liga.
La massima divisione viene mantenuta per 3 stagioni, ma nel 2005 - complice una crisi finanziaria - ritorna in Prva liga (ora declassata a seconda divisione). Per il decennio successivo il Rudar fa la spola fra Prva e Druga liga (la terza divisione), finché nel biennio 2016-2017 un'altra crisi finanziaria lo condanna alla quinta serie.
La squadra cessa l'attività, finisce in amministrazione controllata e deve vendere lo stadio nel marzo 2017 al patron dello Zvijezda 09 Boris Stanišić per 803.000 KM. Viene fondata una nuova società, il FK Rudar 1925, che raccoglie l'eredità del vecchio Rudar Uglievik, disputa le partite casalinghe allo Stari Gradski stadion (vecchio stadio cittadino) e ha come presidente Borislav Radovanović.

### Cronistoria
| Stagione                           | Campionato                         | Campionato                         | Campionato                         | Campionato                         | Coppa                 |
| Stagione                           | Categoria                          | Liv.                               | Posizione                          | Verdetti                           | Coppa                 |
| ---------------------------------- | ---------------------------------- | ---------------------------------- | ---------------------------------- | ---------------------------------- | --------------------- |
| CAMPIONATI DELLA REPUBBLICA SRPSKA | CAMPIONATI DELLA REPUBBLICA SRPSKA | CAMPIONATI DELLA REPUBBLICA SRPSKA | CAMPIONATI DELLA REPUBBLICA SRPSKA | CAMPIONATI DELLA REPUBBLICA SRPSKA | Kup Republike Srpske  |
| 1995–96                            | Druga liga RS - gruppo Bijeljina   | II                                 | 1º                                 | Promosso in 1.liga                 | ???                   |
| 1996–97                            | Prva liga RS - Est                 | I                                  | 1º su 12                           | Campione dopo aver vinto la finale | ???                   |
| 1997–98                            | Prva liga RS                       | I                                  | 1º su 18                           | Campione                           | Vincitore             |
| 1998–99                            | Prva liga RS                       | I                                  | 2º su 18                           |                                    | Vincitore             |
| 1999–00                            | Prva liga RS                       | I                                  | 2º su 20                           |                                    | ???                   |
| 2000–01                            | Prva liga RS                       | I                                  | 3º su 16                           |                                    | ???                   |
| 2001–02                            | Prva liga RS                       | I                                  | 6º su 16                           | Ammesso alla Premijer liga         | Sedicesimi in Kup BiH |
| CAMPIONATI DELLA BOSNIA ERZEGOVINA | CAMPIONATI DELLA BOSNIA ERZEGOVINA | CAMPIONATI DELLA BOSNIA ERZEGOVINA | CAMPIONATI DELLA BOSNIA ERZEGOVINA | CAMPIONATI DELLA BOSNIA ERZEGOVINA | Coppa di Bosnia       |
| 2002–03                            | Premijer liga BiH                  | I                                  | 12º su 20                          |                                    | Ottavi                |
| 2003–04                            | Premijer liga BiH                  | I                                  | 9º su 16                           |                                    | Ottavi                |
| 2004–05                            | Premijer liga BiH                  | I                                  | 16º su 16                          | Retrocede in 1.liga                | Sedicesimi            |
| 2005–06                            | Prva liga RS                       | II                                 | 7º su 16                           |                                    | Ottavi                |
| 2006–07                            | Prva liga RS                       | II                                 | 3º su 16                           |                                    | n.q.                  |
| 2007–08                            | Prva liga RS                       | II                                 | 15º su 16                          | Retrocede in 2.liga                | n.q.                  |
| 2008–09                            | Druga liga RS - Est                | III                                | 11º su 16                          |                                    | n.q.                  |
| 2009–10                            | Druga liga RS - Est                | III                                | 4º su 16                           |                                    | n.q.                  |
| 2010–11                            | Druga liga RS - Est                | III                                | 1º su 14                           | Promosso in 1.liga                 | n.q.                  |
| 2011–12                            | Prva liga RS                       | II                                 | 11º su 14                          |                                    | n.q.                  |
| 2012–13                            | Prva liga RS                       | II                                 | 12º su 14                          |                                    | Sedicesimi            |
| 2013–14                            | Prva liga RS                       | II                                 | 14º su 14                          | Retrocede in 2.liga                | n.q.                  |
| 2014–15                            | Druga liga RS - Est                | III                                | 5º su 14                           |                                    | n.q.                  |
| 2015–16                            | Druga liga RS - Est                | III                                | 15º su 15                          | Retrocede in Regionalna liga       | Sedicesimi            |
| 2016–17                            | Regionalna liga RS - Est           | IV                                 | 16º su 16                          | Retrocede. Diviene FK Rudar 1925   | n.q.                  |
| 2017–18                            | Područna liga RS – Posavina        | V                                  | 3º su 16                           |                                    | n.q.                  |
| 2018–19                            | Regionalna liga RS - Est           | IV                                 |                                    |                                    | n.q.                  |

## Stadio
Il Rudar Ugljevik disputava le partite interne al Novi Gradski stadion, inaugurato il 27 settembre 2001 (la costruzione era stata interrotta durante la guerra) di fronte al presidente della Repubblica Srpska Mirko Šarović con una amichevole fra Rudar e Rappresentativa della R.S.
Sebbene lo stadio non fosse mai stato completato (mancavano ancora parte degli uffici amministrativi) è stato il primo della Bosnia Erzegovina ad avere la licenza UEFA per partite internazionali, infatti è stato utilizzato anche da Sloboda Tuzla e Modriča per gli incontri di Coppa UEFA. È stato chiamato stadio Mitar Maksimović Mando stadion per qualche tempo, ma su pressione della UEFA è tornato al nome originario.

## Palmarès

### Competizioni nazionali
- Prva liga Republike Srpske: 2

1996-1997, 1997-1998
- Kup Republike Srpske: 2

1997-1998, 1998-1999

### Altri piazzamenti
- Prva liga Republike Srpske:

Terzo posto: 2006-2007